# Mo Anthoine
Mo Anthoine, de son nom de naissance Julian Vincent Anthoine, né le 1er août 1939 à Kidderminster en Angleterre et mort 12 août 1989 à Nant Peris dans le Pays de Galles, est un alpiniste britannique notamment actif dans l'Himalaya dans les années 1970 et 1980.

## Biographie
Il réalise de nombreuses premières au Pays de Galles sur le Llech Ddu, dans l'Himalaya dont les Tours de Trango ainsi qu'au Guyana sur le mont Roraima au niveau de la « proue » en compagnie de Joe Brown, Hamish MacInnes et Don Whillans,. Il échappe de nombreuses fois à la mort comme sur le mont Blanc en France, dans les Tre Cime di Lavaredo en Italie et sur l'Everest au Népal. Il sauve aussi de nombreuses personnes dont Doug Scott et Chris Bonington sur l'Ogre en 1978, évènement qui lui confère une renommée internationale dans le monde de l'alpinisme.

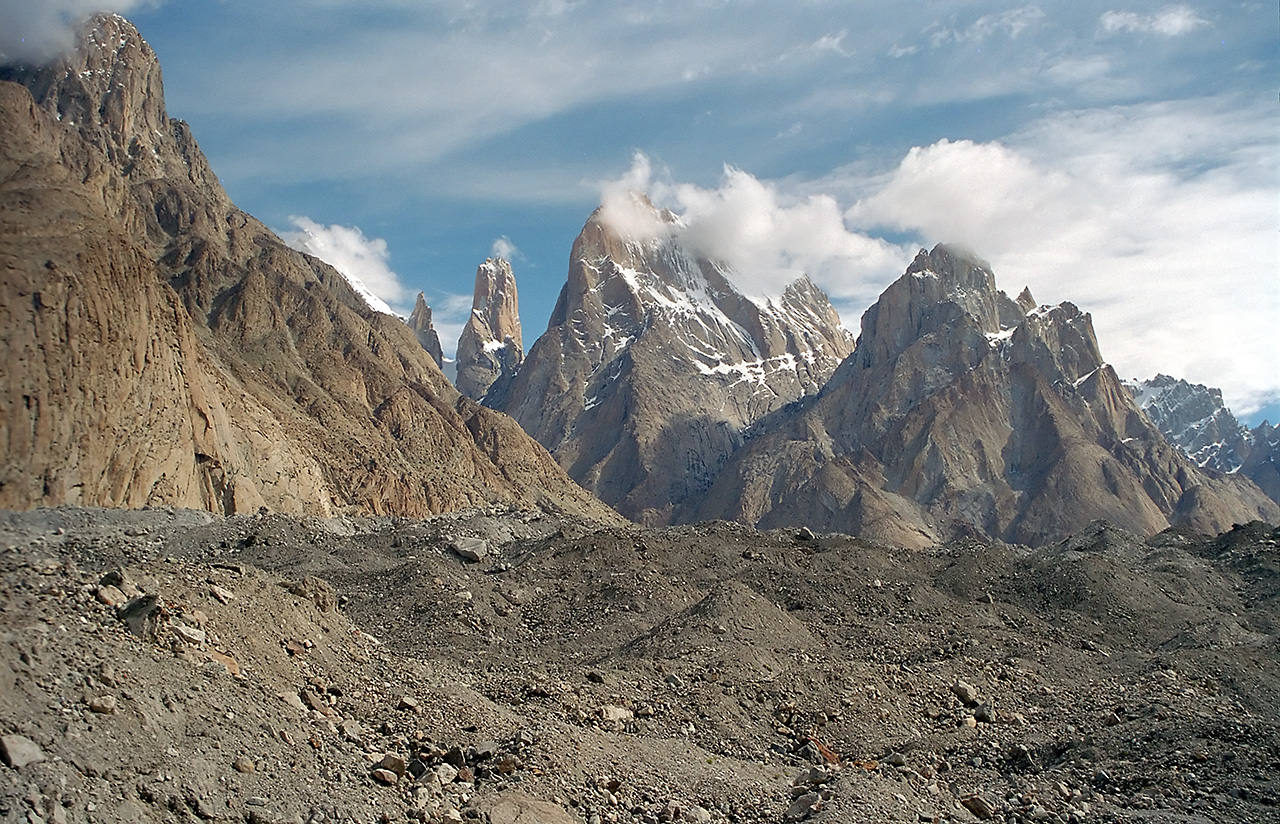
Vue des Tours de Trango gravies par Mo Anthoine.